# 緑風出版
緑風出版（りょくふうしゅっぱん）は、環境問題、国際情勢、生活科学など、人文社会系書籍を出版する日本の出版社。
出版梓会2002年度第18回出版文化賞を受賞した。代表の高須次郎は出版流通対策協議会（流対協）会長を務めており、2009年3月5日および5月21日、再販売価格維持契約に関し、Amazon.co.jpへ申入れを行った。
2014年、Amazonのポイント還元に抗議し、出荷停止を決めた。